# أمون (أيداهو)

موقع أمون، أيداهو

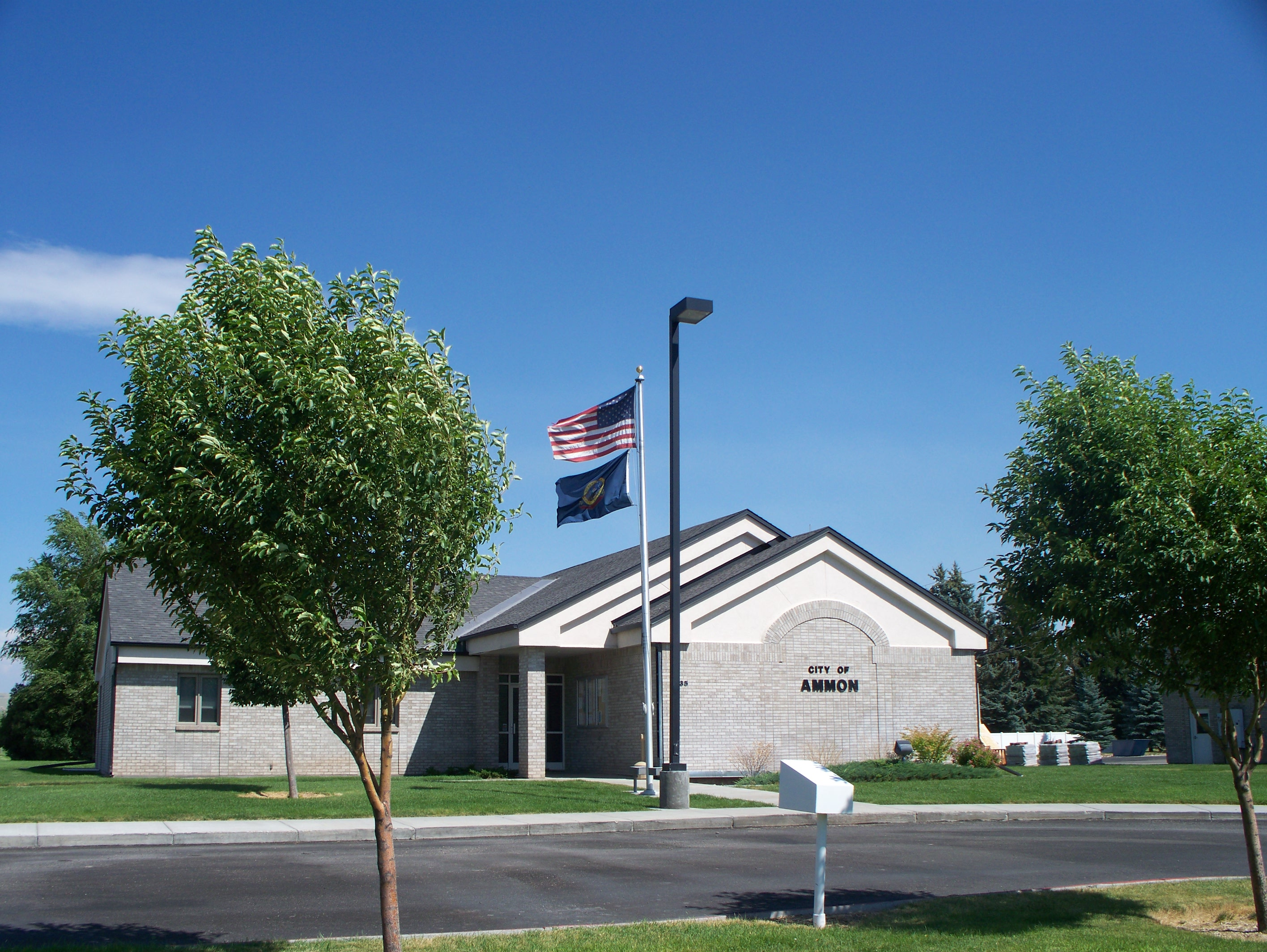
مبنى المدينة

أمون، أيداهو هي مدينة في مقاطعة بونيفيل في ولاية أيداهو الأمريكية. وكان عدد سكانها عام 2000 6187 نسمة وتضاعف في تعداد عام 2006 إلى 12065.

## التركيبة السكانية
قام مكتب تعداد الولايات المتحدة بتحديد بيانات التركيبة السكانية لأمون في تعداد الولايات المتحدة. في ما يلي، التركيبة السكانية حسب تعدادي 2000 و2010.

### تعداد عام 2000
بلغ عدد سكان أميتي 1,478 نسمة بحسب تعداد عام 2000، وبلغ عدد الأسر 471 أسرة وعدد العائلات 373 عائلة مقيمة في المدينة. في حين سجلت الكثافة السكانية 2,461.0 نسمة لكل ميل مربع (950.2/كم2). وبلغ عدد الوحدات السكنية 495 وحدة بمتوسط كثافة قدره 824.2 نسمة لكل ميل مربع (318.2/كم2).
وتوزع التركيب العرقي للمدينة بنسبة 90.73% من البيض و1.42% من الأمريكيين الأصليين و0.68% من الأمريكيين ذوي الأصول الآسيوية و0.07% من سكان جزر المحيط الهادئ و0.14% من الأمريكيين الأفارقة و5.01% من الأعراق الأخرى و1.96% من عرقين مختلطين أو أكثر. فيما شكل الهسبانيون أو اللاتينيون من أي عرق نسبة 11.50% من السكان.
بلغ عدد الأسر 471 أسرة كانت نسبة 45.4% منها لديها أطفال تحت سن الثامنة عشر تعيش معهم، وبلغت نسبة الأزواج القاطنين مع بعضهم البعض 61.6% من أصل المجموع الكلي للأسر، ونسبة 11.7% من الأسر كان لديها معيلات من الإناث دون وجود شريك، وكانت نسبة 20.6% من غير العائلات. تألفت نسبة 15.9% من أصل جميع الأسر من أفراد ونسبة 6.2% كانوا يعيش معهم شخص وحيد يبلغ من العمر 65 عاماً فما فوق. وبلغ متوسط حجم الأسرة المعيشية 3.42، أما متوسط حجم العائلات فبلغ 3.14.
بلغ العمر الوسطي للسكان 30 عاماً. وكانت نسبة 33.8% من القاطنين تحت سن الثامنة عشر، وكانت نسبة 9.5% بين الثامنة عشر والأربعة وعشرون عاماً، ونسبة 29.4% كانت واقعةً في الفئة العمرية ما بين الخامسة والعشرين حتى الرابعة والأربعين عاماً، ونسبة 18.7% كانت ما بين الخامسة والأربعين حتى الرابعة والستين، ونسبة 8.7% كانت ضمن فئة الخامسة والستين عاماً فما فوق. يوجد لكل 100 أنثى 101.4 ذكر، ويوجد لكل 100 أنثى في الثامنة عشر من عمرها فما فوق 99.6 ذكر.
بلغ متوسط دخل الأسرة في المدينة 40,556 دولار، أما متوسط دخل العائلة فبلغ 42,375 دولار. وكان متوسط دخل الذكور 30,417 دولار مقابل 25,662 دولار للإناث. وسجل دخل الفرد الخاص بالمدينة 13,563 دولار. وكانت نسبة 8.7% من العائلات ونسبة 9.6% من السكان تحت خط الفقر، وكان من هؤلاء نسبة 9.7% تحت سن الثامنة عشر ونسبة 17.5% في الخامسة والستين من العمر وما فوق.

### تعداد عام 2010
بلغ عدد سكان أمون 13,816 نسمة بحسب تعداد عام 2010، وبلغ عدد الأسر 4,476 أسرة وعدد العائلات 3,352 عائلة مقيمة في المدينة. في حين سجلت الكثافة السكانية 1,903.0 نسمة لكل ميل مربع (734.8/كم2). وبلغ عدد الوحدات السكنية 4,747 وحدة بمتوسط كثافة قدره 653.9 لكل ميل مربع (252.5/كم2).
وتوزع التركيب العرقي للمدينة بنسبة 94.1% من البيض و0.5% من الأمريكيين الأصليين و0.8% من الأمريكيين ذوي الأصول الآسيوية و0.1% من سكان جزر المحيط الهادئ و0.5% من الأمريكيين الأفارقة و1.8% من عرقين مختلطين أو أكثر.
بلغ عدد الأسر 4,476 أسرة كانت نسبة 46.4% منها لديها أطفال تحت سن الثامنة عشر تعيش معهم، وبلغت نسبة الأزواج القاطنين مع بعضهم البعض 61.4% من أصل المجموع الكلي للأسر، ونسبة 10.1% من الأسر كان لديها معيلات من الإناث دون وجود شريك، بينما كانت نسبة 3.4% من الأسر لديها معيلون من الذكور دون وجود شريكة وكانت نسبة 25.1% من غير العائلات. تألفت نسبة 21.3% من أصل جميع الأسر من أفراد ونسبة 8.2% كانوا يعيش معهم شخص وحيد يبلغ من العمر 65 عاماً فما فوق. وبلغ متوسط حجم الأسرة المعيشية 3.61، أما متوسط حجم العائلات فبلغ 3.05.
بلغ العمر الوسطي للسكان 29.6 عاماً. وكانت نسبة 36.3% من القاطنين تحت سن الثامنة عشر، وكانت نسبة 7.7% بين الثامنة عشر والأربعة وعشرون عاماً، ونسبة 27.5% كانت واقعةً في الفئة العمرية ما بين الخامسة والعشرين حتى الرابعة والأربعين عاماً، ونسبة 18.7% كانت ما بين الخامسة والأربعين حتى الرابعة والستين، ونسبة 9.8% كانت ضمن فئة الخامسة والستين عاماً فما فوق. وتوزع التركيب الجنسي للسكان بنسبة 48.9% ذكور و51.1% إناث.